# حصارمهتر (رباط‌کریم)
حصارمهتر (رباط‌کریم)، روستایی از توابع بخش مرکزی شهرستان رباط‌کریم در استان تهران ایران است.

## جمعیت
این روستا در دهستان منجیل‌آباد قرار دارد و براساس سرشماری مرکز آمار ایران در سال ۱۳۸۵، جمعیت آن ۸۶۵ نفر (۲۴۰خانوار) بوده‌است.